# Saint-Aubin-des-Bois (Eure-et-Loir)
Saint-Aubin-des-Bois é uma comuna francesa na região administrativa do Centro, no departamento de Eure-et-Loir. Estende-se por uma área de 18,09 km². Em 2010 a comuna tinha 1 064 habitantes (densidade: 58,8 hab./km²).